# Closed
Closed ist eine deutsche Modemarke mit Firmensitz in Hamburg, die vor allem für Jeans bekannt ist.

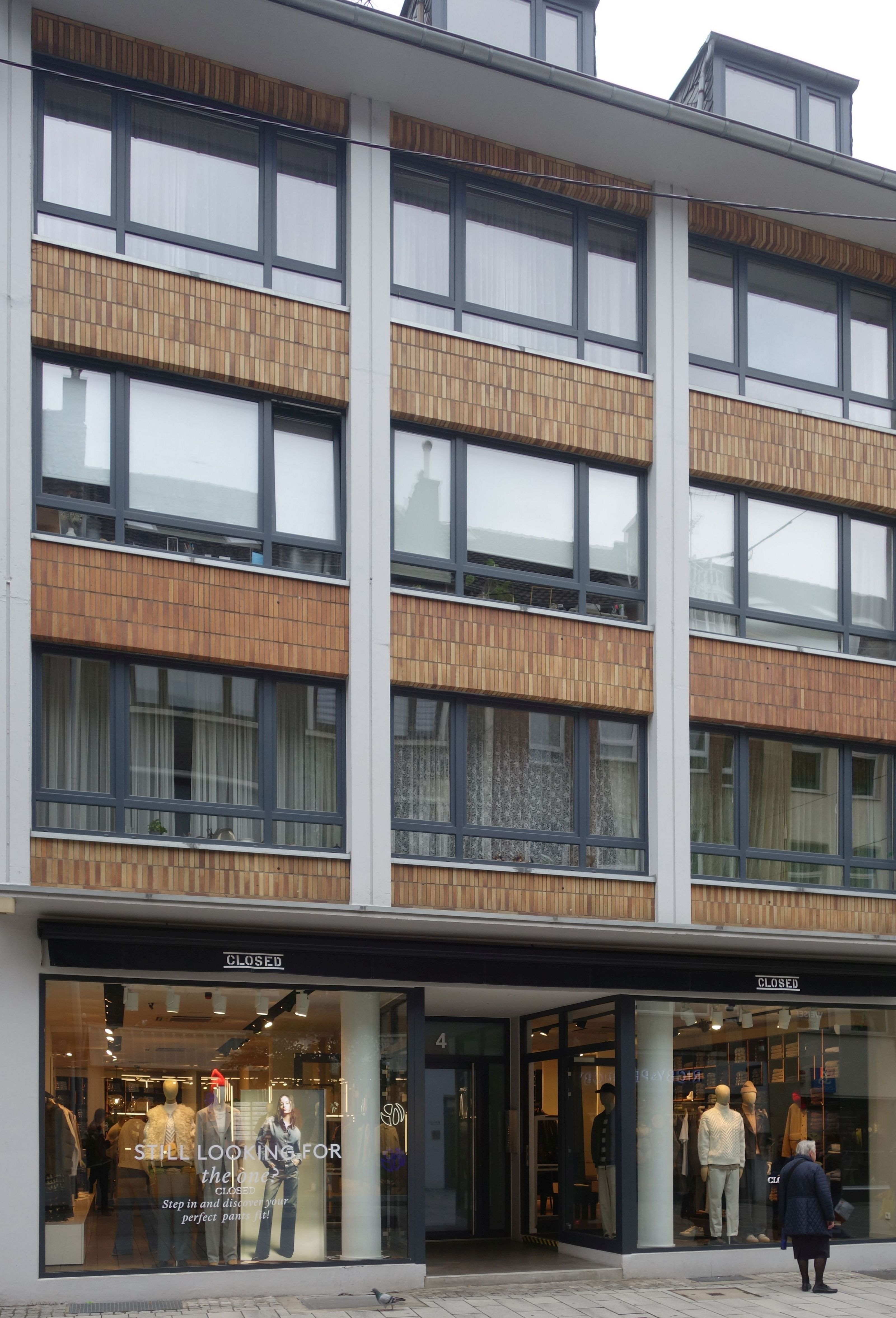
Closed-Shop in Düsseldorf (2024)

## Geschichte
Die französischen Modedesigner Marithé und François Girbaud gründeten Closed unter dem Namen „ÇA“. Nach einem Markenrechtsstreit mit C&A änderten sie den Markennamen 1978 in Closed. Das Label war in den 1980er-Jahren für seine Denimmode bekannt.
Anfang der 1990er-Jahre erwarben die Hamburger Geschäftspartner Günther Giers und Hans Leplow die Markenrechte von der insolventen italienischen Holding. Sie verkauften ihr Unternehmen mitsamt Marke im Jahre 2004 an Günther Giers’ Sohn Gordon und dessen Geschäftspartner, Til Nadler und Hans Redlefsen. Sie verlegten den Sitz des Unternehmens von Italien nach Hamburg, strukturierten es um und bauten die Kollektionen aus.
Im Jahre 2009 wurden die Geschäftsführer Giers, Nadler und Redlefsen von den Wirtschaftsverbänden „Die Familienunternehmer – ASU“ und „Die Jungen Unternehmer – BJU“ als „Hamburger Unternehmer des Jahres“ ausgezeichnet.
Für etwa ein Jahr arbeitete der Designer Kostas Murkudis als Kreativdirektor für Closed, bevor er das Unternehmen im November 2013 wieder verließ.
2014 beteiligte sich die Investmentgesellschaft Genui an Closed. Damit sollte das Unternehmen schneller wachsen. 2019 verkaufte Genui ihre Anteile an die Inhaber und zwei private Investoren.
2020 hatte Closed mehr als 478 Mitarbeitende, davon 160 in Teilzeit. Eigene Geschäfte betrieb Closed in Deutschland (38), den Niederlanden (4), Belgien (3), Österreich (2) und Spanien (1), zusätzlich waren die Artikel des Labels über den Großhandel auch bei anderen Einzelhändlern vertreten. Viermal jährlich erschienen die Hauptkollektionen für Damen und Herren. Ergänzt wurde das Programm durch Kaschmirtextilien, Schuhe und Accessoires.
Im Geschäftsjahr 2022/2023 wies das Unternehmen einen Umsatz von mehr als 120 Millionen Euro bei einem Jahresüberschuss von mehr als einer halben Million Euro aus. Am 5. August 2025 stellte Closed beim Amtsgericht Hamburg einen Antrag auf Eröffnung eines Insolvenzverfahrens in Eigenverwaltung. Zuvor hatten Gläubigerbanken nach Angaben des Manager Magazins dem Unternehmen Kreditlinien gesperrt. Zum Zeitpunkt des Insolvenzantrags hatte es 26 Niederlassungen, außerdem zehn Filialen im europäischen Ausland, beispielsweise auf Mallorca und in Kitzbühel.

## Produkte
Das Jeansmodell „Pedal Pusher“ fand weite Verbreitung.
Seine Jeans lässt Closed fast ausschließlich von drei italienischen Familienbetrieben (Candiani, Everest und Paul) weben, nähen und färben. Insgesamt wurden 2020 etwa 41 % der Closed-Artikel in Italien hergestellt, darunter auch alle Schuhe. Weitere wichtige Länder, in denen Unternehmen für Closed produzieren, waren die Türkei (21 %, Jersey), die VR China (16 %, Seiden- und Funktionsstoffe), Portugal (14 %, Webwaren und Jersey) und Rumänien (7 %, Schneiderei).